# ロバート・ステュアート (カースルレー子爵)
第2代ロンドンデリー侯爵ロバート・ステュアート（英: Robert Stewart, 2nd Marquess of Londonderry KG GCH PC、1769年6月18日 - 1822年8月12日）は、アイルランド生まれのイギリスの政治家・外交官。襲爵前に称していたカースルレー子爵（Viscount Castlereagh）の儀礼称号で知られる。

## 略歴
初代ロンドンデリー侯爵ロバート・ステュアートと1人目の妻サラ・フランシス（1747年9月27日 – 1770年7月18日、初代ハートフォード侯爵フランシス・シーモア＝コンウェイの娘）の息子として、1769年6月18日に生まれた。アーマーのロイヤル・スクールで教育を受けた後、ケンブリッジ大学セント・ジョンズ・カレッジに進学した。
アイルランド議会では1790年から1800年までダウン県選挙区選出庶民院議員を、グレートブリテン議会では1794年から1796年までトレゴニー選挙区選出、1796年から1797年までオーフォード選挙区選出庶民院議員を務めた。アイルランド庶民院ではアイルランド王国のグレートブリテン王国への併合を定めた1800年合同法の制定に尽力した。合同法によりグレートブリテン及びアイルランド連合王国が成立すると、1801年から1805年までダウン選挙区選出、1806年1月から10月までバラブリッジ選挙区選出、1806年11月から1812年までプリンプトン・アール選挙区選出、1812年から1821年までダウン選挙区選出の連合王国庶民院議員を務めた。
1797年10月20日にアイルランド枢密院の枢密顧問官、1798年12月19日にグレートブリテン枢密院の枢密顧問官に任命され、1798年から1800年までアイルランド主席政務官を務めた。アディントン内閣期より閣僚職を歴任し、1802年から1806年までインド庁長官、1805年から1806年までと1807年から1809年まで陸軍・植民地大臣、1812年から1822年まで外務大臣を務めた。1814年6月9日にガーター勲章を授与され、同年のウィーン会議と1818年のアーヘン会議にイギリス代表として出席した。
同時代の閣僚ジョージ・カニングとは犬猿の仲で、1809年9月には外務大臣だったカニングが首相ポートランド公爵にカースルレー子爵の陸軍・植民地大臣解任を要求し、2人が9月21日に決闘を行う事件が起こった。
1802年11月11日、王立協会フェローに選出された。1821年、ロイヤル・ゲルフ勲章を授与された。1821年4月6日に父が死去すると、ロンドンデリー侯爵位を継承した。
1822年8月12日、ケント州ノース・クレイ（現ロンドン南東部）で頸動脈を切って自殺した。（精神的な）過労が原因とされる。8月20日、ウェストミンスター寺院に埋葬された。子女がおらず、爵位は異母弟チャールズが継承した。

## 家族

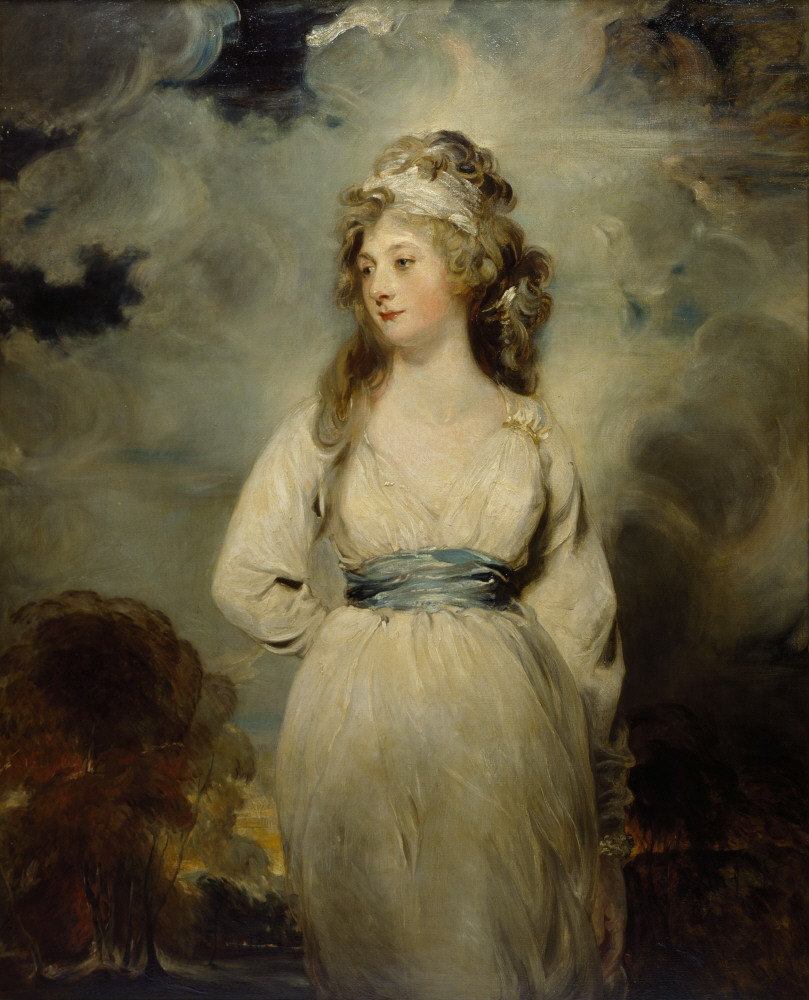
カースルレー子爵夫人アメリア・アン、1794年。

1794年6月9日、アメリア・アン・ホバート（1772年2月20日 – 1829年2月12日、第2代バッキンガムシャー伯爵ジョン・ホバートの娘）と結婚したが、2人の間に子供はいなかった。

## 関連文献
- 塚本哲也『メッテルニヒ』文藝春秋、2009年。ISBN 978-4-16-371920-7。
- Wood, James, ed. (1907). "Castlereagh, Lord" . The Nuttall Encyclopædia (英語). London and New York: Frederick Warne.
- Hamilton, John Andrew (1898). "Stewart, Robert (1769-1822)" . In Lee, Sidney (ed.). Dictionary of National Biography (英語). Vol. 54. London: Smith, Elder & Co. pp. 346–358.
- Wilson, Edward Daniel Joseph (1911). "Londonderry, Robert Stewart, 2nd Marquess of" . In Chisholm, Hugh (ed.). Encyclopædia Britannica (英語). Vol. 16 (11th ed.). Cambridge University Press. pp. 969–972.
- Thorne, Roland (21 May 2009) [23 September 2004]. "Stewart, Robert, Viscount Castlereagh and second marquess of Londonderry". Oxford Dictionary of National Biography (英語) (online ed.). Oxford University Press. doi:10.1093/ref:odnb/26507。 (要購読、またはイギリス公立図書館への会員加入。)
- Thorne, R. G. (1986). "STEWART, Hon. Robert (1769-1822), of Mount Stewart, co. Down.". In Thorne, R. G. (ed.). The House of Commons 1790-1820 (英語). The History of Parliament Trust. 2025年5月11日閲覧。
- Fisher, David R. (2009). "STEWART, Robert, Visct. Castlereagh (1769-1822), of Mount Stewart, co. Down; North Cray Farm, nr. Bexley, Kent and 9 St. James's Square, Mdx.". In Fisher, David (ed.). The House of Commons 1820-1832 (英語). The History of Parliament Trust. 2025年5月11日閲覧。
- "Stewart; Henry Robert (1769 - 1822); 2nd Marquess of Londonderry". Record (英語). The Royal Society. 2025年5月11日閲覧。